# Serere (district)
Serere is een district in het oosten van Oeganda. Hoofdstad van het district is de stad Serere. Het district telde in 2014 285.903 inwoners.
Het district werd opgericht in 2010 na afsplitsing van het district Soroti. Het district ligt aan het Kyogameer. Het district is 1965 km² groot waarvan 471 km² bestaat uit water.